# Fábula de Polifemo y Galatea

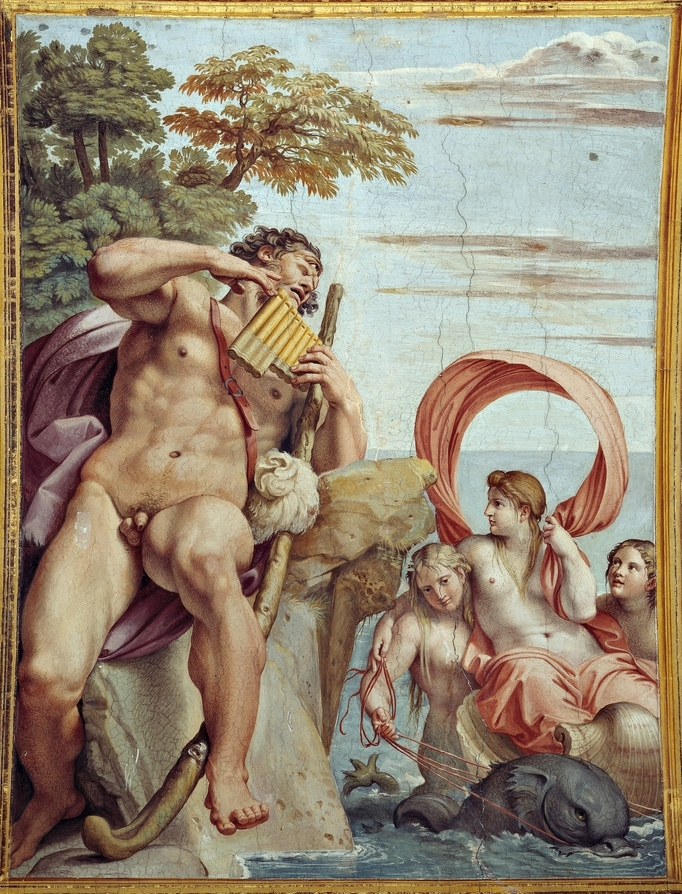
Polifemo y Galatea, fresco de Aníbal Carracci (Palacio Farnesio, Roma, 1597-1605).

La Fábula de Polifemo y Galatea es un poema de contenido mitológico del poeta y dramaturgo español del Barroco Luis de Góngora y Argote. Difundida en copias manuscritas en 1613, recrea la historia de Polifemo, hijo de Poseidón, narrada en Las metamorfosis (XIII, 740-897) de Ovidio.

## Género literario
La Fábula de Góngora es un representante del género antiguo conocido como epyllion, epilio, un poema épico de extensión breve: un texto mítico-narrativo situado a medio camino entre el epos (el gran poema narrativo «a lo Homero») y el eidyllion (una pequeña escena), hasta el punto de ser más descriptivo que narrativo, pues los elementos narrativos suelen emplearse como auxiliares para evidenciar la descripción. Esta relevancia de lo visual y, en general, de lo plástico en el relato, es significativa en la Fábula gongorina. Igualmente, la modernidad del poema deriva de la voluntad de su autor de no plegarse a una intencionalidad moral o didáctica, como así lo habían hecho la mayoría de sus antecesores en el género.

## Argumento
Esta obra transcurre en Sicilia (Italia) donde vive el cíclope Polifemo, un gigante monstruoso con un solo ojo que se enamora de la ninfa Galatea, la cual a su vez está enamorada de Acis, un joven pastor. La historia está narrada por Galatea, quien explica cómo Polifemo se subió a lo alto de una roca con una flauta para enamorarla.